# 维姆·琼克
维姆·琼克(Wilhelmus ("Wim") Maria Jonk，1966年10月12日— )，荷蘭前足球運動員，現任荷乙俱樂部福倫丹總教練，曾是荷蘭國家隊成員之一。

## 生平
鍾克本身曾效力過荷蘭班霸阿積士，早在八十年代末已擔任球會正選。作為一個中場中路球員，鍾克曾在一季內射入6球。由於荷蘭國家隊中場人才多，他未能入選國家隊出戰1990年世界杯。
1992年他簽約加盟意大利大球會國際米蘭，同時期還有柏金。不幸地鍾克在國際米蘭並不如意，多次退居後備。雖然1994年世界杯他終告隨國家隊出賽，並在十六強賽射入入球助國家隊晉級，但也未能挽回球會的位置。
1995年鍾克終重回荷蘭加盟另一支班霸PSV燕豪芬。在新球會他終重拾狀態，三季上陣89場入20球，並使他獲入選國家隊出賽1998年世界杯。
由於這時已年屆31歲，1998-99年球季鍾克只能轉投當時還在英超的錫周三。不幸由於球會實力所限，長期處於聯賽榜中下游，至1999-00年球季還要降級告終。鍾克終於在效力錫周三多一個球季，便宣佈退役。